# Eucoenogenes ancyrota
Eucoenogenes ancyrota là một loài bướm đêm thuộc họ Tortricidae. Nó được tìm thấy ở Ấn Độ, Sri Lanka, Nhật Bản, Hàn Quốc, Myanma, Thái Lan, miền tây Malaysia và Brunei.
Sải cánh dài 18–25 mm. Con trưởng thành bay vào giữa tháng 6. In Japan, there are two to three generations per year (in tháng 6, tháng 7 và tháng 8).
Ấu trùng ăn Ternstroemia species, bao gồm Ternstroemia japonica in Korea. Ấu trùng ăn the leaves of the host plant, tying them together to construct shelters.